# Punt quilomètric

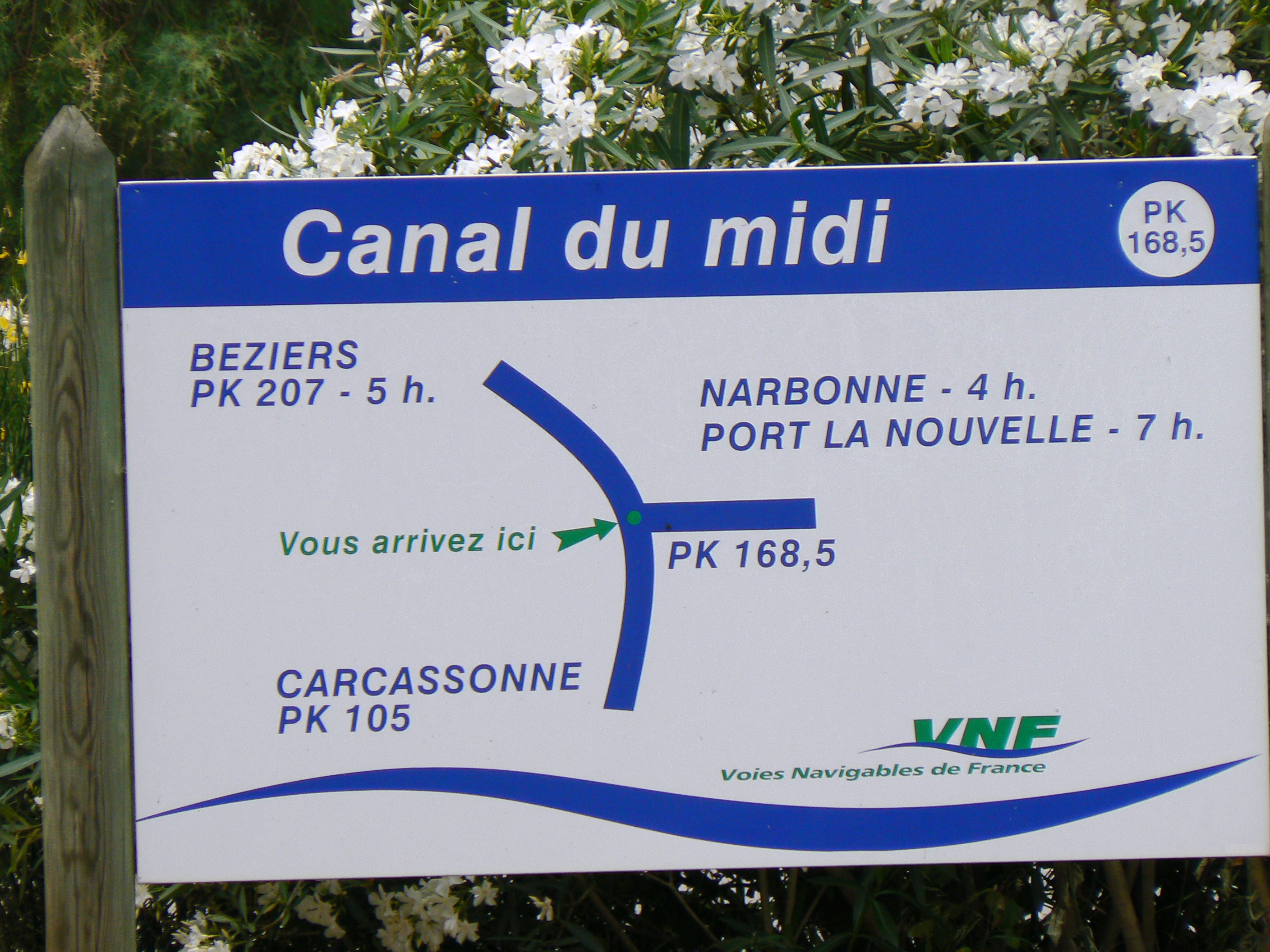
Senyal "Vostè és aquí" al canal del Migdia abans d'entrar a la branca de La Novella. Els indrets situats al llarg del Canal estan marcat amb PK.

Un punt quilomètric, abreujat en sigles PK, és una marca o senyal que s'utilitza per localitzar un punt al llarg d'una ruta de transport (ferroviari, navegable o per carretera), que es calcula mesurant en quilòmetres la porció de via entre el punt localitzat i un punt zero específic per a cada via, que serveix d'origen del punt de referència. Als països de parla anglesa que especifiquen distàncies en milles, s'utilitzen marcadors de milles.

## Propòsit
Els PK d'una via no tenen gens d'importància per al conductor, sinó que només s'utilitzen per a l'orientació (per exemple, durant el manteniment de la carretera) o bé quan es produeix un incident (servirà a les autoritats competents per localitzar l'incident i intervenir; per exemple, els socorristes, la policia o els bombers poden determinar ràpidament la ubicació de l'accident mitjançant la informació del rètol de l'estació). Sovint es col·loquen en intervals regulars al costat d'una via, així com al nivell d'alguns llocs particulars com ara estructures d'enginyeria, mitjançant terminals o senyals de trànsit.

## Vies ferroviàries

### França

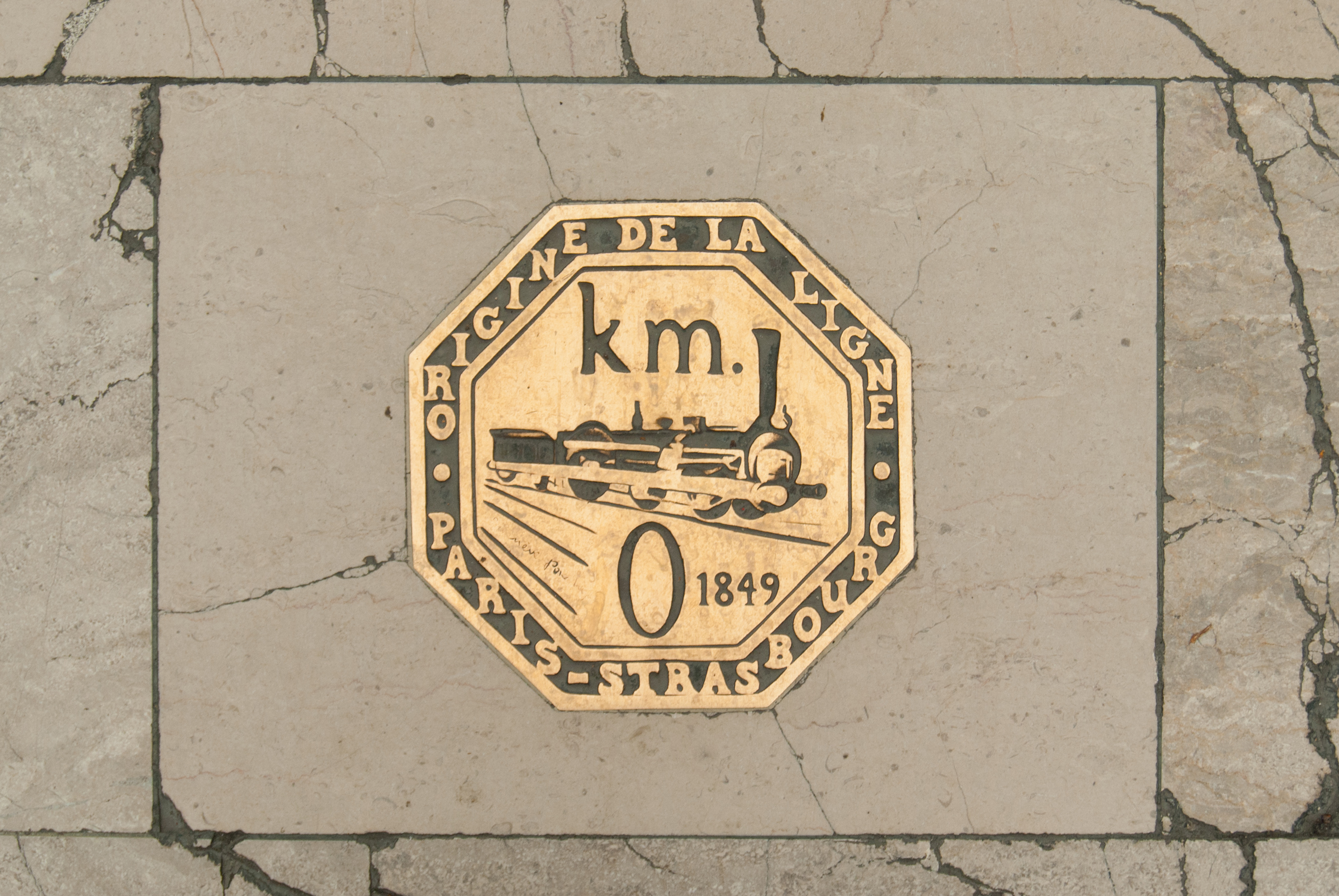
Marca del punt de quilomètric zero situat al centre de la sala “Alsàcia” (vestíbul oest) de l'estació de París-Est.

El punt quilomètric (PK) s'utilitza per localitzar de forma ràpida i precisa un lloc o una instal·lació en una via ferroviària. L'origen del quilometratge (PK 0.000), també anomenat origen de l'encadenament, sovint correspon a una estació terminal o de bifurcació, a la bifurcació pròpia o més rarament a qualsevol punt de la línia.
Alguns exemples:
- Estació de París-Nord: origen de l'encadenament de la línia de París-Nord a Lilla al PK 0.000.
- Línia de Villeneuve-Saint-Georges a Moisenay (LAV): origen (PK 0.000) al PK 9.352 de la línia de París-Lió a Marsella-Sant Carles.

## Vies de carretera

### França

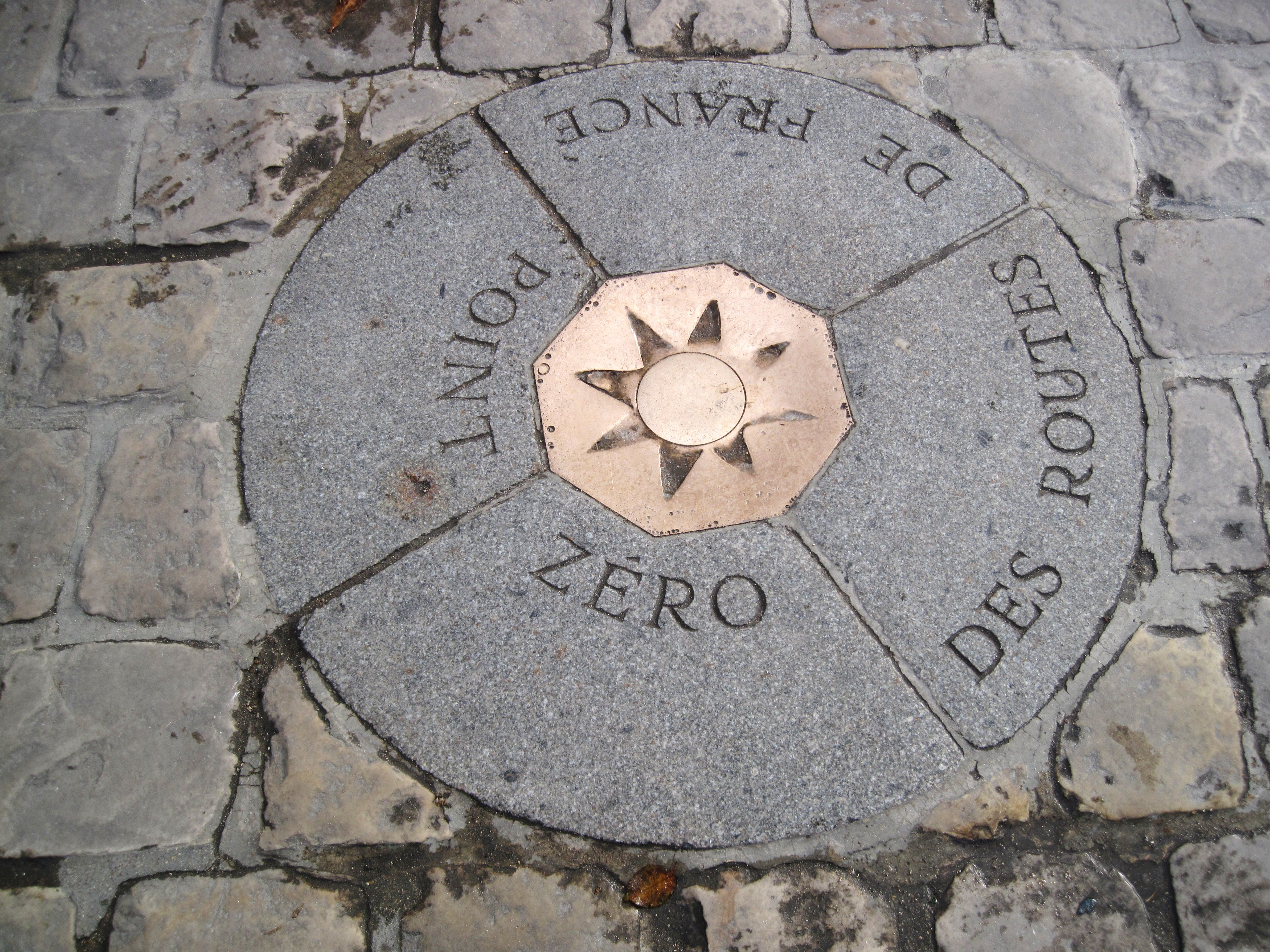
Quilòmetre zero de les carreteres de França

En enginyeria de carreteres de França, el PK també era utilitzada pels gestors de la xarxa de les carreteres, però fou substituït des de llavors pel punt de referència (PR). El "punt quilomètric 0" o "PK0" de la xarxa de carreteres de França té origen a París, concretament a la plaça de la catedral de Notre-Dame: una placa de bronze incrustada al terra de la plaça serveix de quilòmetre zero de totes les distàncies de carretera calculades des de París.
La majoria de les illes de la Polinèsia Francesa tenen una carretera costanera que fa volta a l'illa. Els PK són els quilòmetres que marquen aquesta carretera que sovint parteixen de la ciutat principal. A Tahití, el PK 0 es troba a la catedral Notre-Dame de Papeete. Es calcula així cada quilòmetre anant cap a l'oest i l'est fins a Taravao (que constitueix el PK 60 pel costat oest i el PK 53 pel costat est). La presqu'île, Tahiti iti, també té PK, que tenen com a punt 0 el fort de Taravao. La mateixa situació passa a Moorea (PK 0 al quai de Vaiare), a Raiatea (PK 0 a Uturoa), a Bora Bora (PK 0 a Vaitape).

### Alemanya

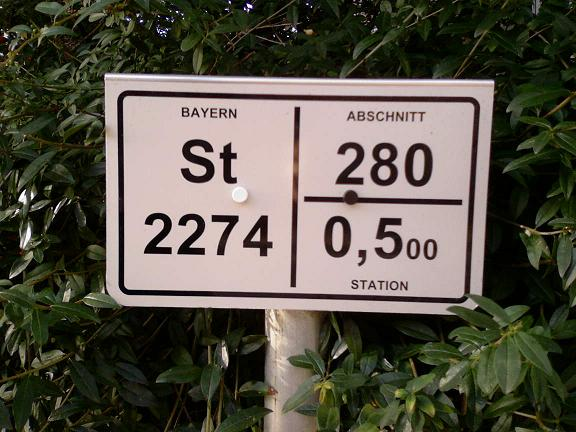
Senyal d'estació d'una carretera de l'estat de Baviera.

A Alemanya s'anomenen senyals d'estació (alemany: Stationszeichen), i s'utilitzen per mesurar la carretera i les seves seccions. D'aquesta manera assumeixen la funció de les fites. Generalment, s'hi mostren dades com les coordenades de posició, el nom de la carretera, el número de secció i els quilòmetres on es troba el rètol. Atès que l'administració de carreteres i, per tant, dels senyals d'estació a Alemanya és competència dels estats federals, els senyals d'estació varien d'un estat a un altre.
El tipus de senyal d'estació més comú és de plàstic blanc i té la forma d'un prisma triangular. Estan configurats de tal forma, que una vora del prisma surti paral·lela a la carretera. En un dels dos costats (el que es veu des de la carretera) hi ha el número de la carretera, mentre que a l'altre costat hi ha números de secció –o en alguns estats els números dels nodes de xarxa delimitant la secció– i el nombre de quilòmetres, a més d'altres dades, com ara les coordenades del lloc d'instal·lació, adjunt. Els dos costats s'alternen al llarg de la carretera, de manera que els automobilistes poden veure alternativament el número de la carretera i el nombre de quilòmetres que hi ha al costat que els enfronta.
També hi ha senyals d'estació en forma de petits senyals sobre metall blanc, en les quals s'imprimeix el número de la carretera, la secció i l'estació a banda i banda, a més d'altres variants.

#### Avantatges i desavantatges respecte a les fites i signes
L'avantatge d'aquests senyals sobre les fites i els signes és que amb aquests senyals el quilòmetre normalment comença a 0 a cada intersecció, mentre que el quilòmetre normal sovint corre llargues distàncies. Per tant, en canviar la longitud del carrer a causa de la reassignació dels senyals d'estació, només cal proporcionar un tram curt amb nous rètols d'estació, mentre que amb els quilòmetres normals s'ha de proveir un tram més llarg de la carretera amb nous rètols quilomètrics o, que sovint passa per motius de cost, quilòmetres incorrectes (falten o es dupliquen quilòmetres) han de ser acceptats. Aquesta és la raó per la qual la majoria dels estats federats alemanys han canviat als senyals d'estació per a reaccionar amb més flexibilitat davant els canvis en el transcurs de la carretera, per evitar obstacles a la col·locació precisa, com ara quilòmetres incorrectes i per estalviar costos.

## Vies navegables
En les vies navegables el punt quilomètric s'utilitza en forma de fites per localitzar llocs en un canal o un curs d'aigua navegable.